# AFAS Stadion
Het AFAS Stadion is een Nederlands voetbalstadion in Alkmaar. Het is het stadion waar de Nederlandse voetbalclub AZ zijn thuiswedstrijden speelt. Het stadion heeft een capaciteit van 19.391 toeschouwers.

## Geschiedenis
Het AFAS Stadion werd in augustus 2006 geopend als opvolger van de Alkmaarderhout. Bij de opening had het stadion een capaciteit van 17.023 toeschouwers. De openingswedstrijd was een vriendschappelijke wedstrijd tussen de thuisploeg en het Engelse Arsenal. AZ verloor de wedstrijd met 3–0. Gilberto Silva scoorde het eerste doelpunt in het nieuwe stadion. 
Toen de keuze voor de naam van het stadion bekend werd gemaakt aan het einde van 2005 waren vele AZ-supporters teleurgesteld in de naamkeuze DSB-stadion. Men had de hoop uitgesproken het stadion "Victorie stadion" te noemen, een naam met veel historie in Alkmaar. Gedurende wedstrijden in de Champions League, waar AZ in 2009 aan deelnam, mocht het stadion niet zijn eigen naam voeren omdat de UEFA namen met een commerciële achtergrond verbiedt als stadionnaam. Tijdens deze wedstrijden droeg het stadion de naam Dirk Scheringa Stadion. Na het faillissement van DSB werd de naam veranderd in het AZ-stadion. Op 4 november 2009 verdwenen de letters DSB definitief van het stadion. In 2010 werd het AFAS Stadion, naar de nieuwe hoofdsponsor AFAS Software.
Er is binnen de club lang gediscussieerd of het nieuwe stadion gewoon of kunstgras moest hebben. Uiteindelijk is besloten tot een mengsel van normaal gras en kunstgras, GrassMaster, met de mogelijkheid er later nog kunstgras in te leggen. Er wordt ook gebruikgemaakt van het SGL Concept, om het gras het gehele jaar door te laten groeien.
In de beginjaren waren er plannen om het stadion uit te breiden tot 40.000 zitplaatsen en daarbij 60.000 m² aan kantoren te ontwikkelen. Hier werd voorlopig van afgezien. Het oorspronkelijke plan werd aangepast en hierin was er slechts sprake van een uitbreiding naar 30.000 zitplaatsen. Er zou daarin nog wel ruimte zijn voor verdere groei naar 40.000 zitplaatsen in de toekomst. Het plan was goedgekeurd door de gemeente Alkmaar. Wel werd er de voorwaarde gesteld dat het parkeerprobleem opgelost wordt. Hiervoor zou AZ openbaar vervoer in het leven roepen. Door het faillissement van DSB bleek dit financieel niet haalbaar en besloot men tot aanleg van een nieuw jeugdcomplex, een al bestaand plan dat voor AZ een hogere prioriteit had.
Aanvankelijk zou AZ het stadion tot 1 augustus 2036 huren van eigenaar Stadion Alkmaar Beheer B.V., voor 2,6 miljoen euro per jaar. Deze B.V. had het stadion op 15 juni 2010 voor 15 miljoen euro overgenomen van DSB-stadion B.V., een onderdeel van de failliete boedel van DSB Beheer B.V. Op 12 april 2017 kocht AZ het stadion van Stadion Alkmaar Beheer B.V.
In november 2018 werd bekend dat AZ de haalbaarheid toetst van plannen om het stadion met maximaal 4.000 plaatsen uit te breiden tot circa 21.000 plaatsen. Dit zou gerealiseerd moeten worden door de tribunes door te trekken richting het veld en de hoeken te dichten. In fase 1 zouden de Van der Ben en Victorie tribune doorgetrokken worden en in fase 2 zouden de Molenaar en Alkmaarder Hout tribune doorgetrokken worden naar het veld. Omdat de gracht bij dit plan gedicht zal worden, moet er een omloop achter de tribunes op de eerste etage worden gerealiseerd. Deze plannen werden echter vooruitgeschoven omdat in 2019 een deel van het stadiondak instortte. Algemeen directeur Robert Eenhoorn meldde in een interview in 2021 dat tribunes doortrekken tot het veld "een volgende stap is die AZ ooit wilt zetten".
In december 2024 diende AZ een vergunningsaanvraag in voor het realiseren van tien extra skyboxen op de vijfde verdieping van het hoofdgebouw voor in totaal 130 extra toeschouwers. De bovenste bouwlaag stond op dat moment op enkele technische ruimten na leeg. Met deze uitbreiding zou de stadioncapaciteit stijgen naar 19.521 plaatsen.

### Sluiting
Op 10 augustus 2019 stortte het stadiondak boven de Molenaartribune gedeeltelijk in. Dit gebeurde bij harde tot stormachtige wind met een windkracht 8 Bft, dus bij weersomstandigheden die niet uitzonderlijk zijn. Doordat het stadion op dat moment leeg was, vielen er geen slachtoffers. Na nader onderzoek van de Onderzoeksraad voor Veiligheid werd gevreesd dat door falende lasverbindingen ook andere delen van het stadion zouden instorten, waarna het stadion gedeeltelijk voor onbepaalde tijd gesloten werd. AZ kon hierdoor langere tijd niet in eigen stadion spelen. ADO Den Haag stelde daarom het Cars Jeans Stadion beschikbaar, zodat AZ hier tot eind 2019 al zijn thuiswedstrijden kon spelen, met uitzondering van de play-off-wedstrijd in de Europa League tegen Royal Antwerp FC. Voor die wedstrijd week AZ uit naar de Grolsch Veste in Enschede In de tussentijd werd het gehele dak verwijderd om het stadion weer speelklaar te maken. Vier maanden na het instorten van het dak, op 10 december 2019, werd bekend dat het stadion weer is vrijgegeven. De eerste wedstrijd die weer in het AFAS stadion werd gespeeld was AZ – Ajax op 15 december 2019.

### Renovatie
In mei 2020 maakte AZ het ontwerp van het nieuwe dak bekend. Het dak is ontworpen door dezelfde architect, ZJA, die het oorspronkelijke stadion heeft ontworpen. Het nieuwe dak ziet er totaal anders uit dan het originele dak. Dit komt omdat er snel gebouwd moest worden en omdat tijdens de bouw het stadion toegankelijk moest blijven voor supporters. De korte zijden en de Molenaartribune werden voorzien van een zogeheten hijskraanconstructie waarbij de dakconstructie losstaat van de tribune. Op deze manier konden supporters wedstrijden blijven bezoeken tijdens de bouwwerkzaamheden. Het nieuwe dak is in plaats van golvend, over de hele lengte recht. Hierdoor moesten de korte zijden omhoog doorgetrokken worden zodat deze tribune-delen net zo hoog werden als het midden van de Molenaartribune. Dit leverde zes extra zitrijen op bij de korte zijden. Door de extra rijen nam de capaciteit van het stadion toe tot 19.478 plaatsen.
Omdat een hijskraanconstructie niet mogelijk is bij de hoofdtribune, vanwege het hoofdgebouw dat hieraan vast zit, wordt het nieuwe dak boven de hoofdtribune gedragen door een enorm spant. Deze heeft een overspanning van 170 meter, is 600.000 kilo zwaar en komt op het hoogste punt 40 meter boven het veld uit. Het spant is opgebouwd voor het hoofdgebouw, op de plek waar voorheen het verwarmde trainingsveld lag. Sinds het voorjaar van 2019 beschikt AZ echter over een verwarmde indoorhal op het AFAS Trainingscomplex in Wijdewormer, waardoor het trainingsveld voor het stadion overbodig werd. Na de bouwwerkzaamheden is deze ruimte gebruikt om extra parkeerplaatsen te realiseren. 
Het nieuwe dak is aan alle zijden van het veld vier meter langer. Hierdoor zitten supporters comfortabeler met regenachtig weer en is er een mogelijkheid om in de toekomst de tribunes verder door te bouwen richting het veld. Het vorige stadion stond bekend als 'een van koudste stadions van Nederland'. Het vernieuwde stadion is comfortabeler omdat de wind meer uit het stadion is gehaald.
De iconische lichtmasten zijn vervangen door duurzame ledverlichting in de dakrand. Ook zijn er nieuwe zonnepanelen op het dak geïnstalleerd. Daarnaast zijn in de zomer van 2020 de stoelen op de sfeervakken W en X1, waar de Ben-Side zich bevindt, vervangen door safe-standingplaatsen. Verder is het uitvak anders ingedeeld. Sinds 2021 bestaat het uitvak permanent uit vak K en L en heeft het vak ongeveer 1000 permanente zitplaatsen. Hierdoor hoeft het uitvak niet meer te worden omgebouwd voor Europese wedstrijden en voldoet het aan de 5% norm van de UEFA. Ook is in de zomer van 2021 het veld vernieuwd. Er is net als bij de opening van het stadion in 2006 gekozen voor een hybride Grassmaster-constructie.
Met de bouw van het nieuwe dak en verbeteringen rondom het stadion waren 27,5 miljoen euro gemoeid. De bouwwerkzaamheden begonnen op 1 juni 2020 en het stadion werd officieel heropend tijdens AZ - PSV op 11 september 2021, iets meer dan twee jaar na het instorten van het dak.

## Stadionfeiten
| Eerste officiële doelpunt                                                   | Eerste officiële doelpunt        |
| --------------------------------------------------------------------------- | -------------------------------- |
| Danny Koevermans (AZ – NAC Breda 8–1, 18 augustus 2006)                     |                                  |
| Grootste uitslagen                                                          |                                  |
| Eredivisie 9-1, tegen SC Heerenveen op 14 september 2024                    |                                  |
| KNVB beker 10–1, tegen SV Meerssen op 8 november 2006                       |                                  |
| Conference League 7-0 tegen Dundee United 11 augustus 2022                  |                                  |
| Interlands                                                                  |                                  |
| Nederland (Jong Oranje) - Engeland (Jong Engeland), 0 – 1, 14 november 2006 | Vriendschappelijk                |
| Nederland (Jong Oranje) - Portugal (Jong Portugal), 0 – 2, 9 oktober 2014   | Kwalificatie EK U–21 (play-offs) |
| Nederland (Jong Oranje) - Turkije (Jong Turkije), 0 – 0, 6 oktober 2016     | Kwalificatie EK U–21             |
| Nederland (Vrouwen) – Chili (Vrouwen), 7 – 0, 9 april 2019                  | Vriendschappelijk                |